# Episema munozi
Episema munozi là một loài bướm đêm trong họ Noctuidae.